# Желяк Євген Несторович
Євген (Прокопій) Несторович Желяк (Жиляк) (нар. 9 лютого 1908, село Ротмістрівка Київської губернії, тепер Черкаського району Черкаської області — ?) — український радянський діяч, 2-й секретар Київського міського комітету КП(б)У, директор Київського державного педагогічного інституту іноземних мов.

## Біографія
Освіта вища. Член ВКП(б).
З липня 1941 року служив у Червоній армії на політичній роботі. Учасник німецько-радянської війни.
У 1944 — квітні 1946 року — 1-й секретар Залізничного районного комітету КП(б)У міста Києва.
Одночасно з травня 1945 року — слухач відділення обласних працівників Республіканської партійної школи при ЦК КП(б)У в Києві.
У квітні 1946 — листопаді 1947 року — секретар Львівського обласного комітету КП(б)У із пропаганди та агітації.
У листопаді 1947 — грудні 1948 року — 2-й секретар Київського міського комітету КП(б)У.
У квітні 1949 — вересні 1952 року — директор Київського державного педагогічного інституту іноземних мов.
На 1961 рік — доцент кафедри політичної економії Київського політехнічного інституту.
Подальша доля невідома.

## Звання
- майор

## Нагороди
- два ордени «Знак Пошани» (29.07.1945, 23.01.1948)
- медаль «За перемогу над Німеччиною у Великій Вітчизняній війні 1941—1945 рр.» (1945)
- медалі